# جونغ إيون-غو
جونغ إيون-غو (هانغل: 정은주) هي متزلجة على مسار قصير كورية جنوبية، ولدت في 30 سبتمبر 1988.

## وصلات خارجية
- جونغ إيون-غو على موقع ShortTrackOnLine.info (الإنجليزية)